# Порнэяха (приток Хыльмигъяхи)
Порнэяха (устар. Порнэ-Яха) — река в Пуровском районе Ямало-Ненецкого АО России. Устье реки находится в 105 км по левому берегу реки Хыльмигъяха. Длина реки составляет 11 км.

## Данные водного реестра
По данным государственного водного реестра России относится к Нижнеобскому бассейновому округу, водохозяйственный участок реки — Пур, речной подбассейн реки — подбассейн отсутствует. Речной бассейн реки — Пур.
Код объекта в государственном водном реестре — 15040000112115300058876.